# Rover-BRM
El Rover-BRM fue un prototipo de automóvil de carreras con motor de turbina de gas, desarrollado conjuntamente a principios de la década de 1960 por las empresas británicas Rover y British Racing Motors (BRM).

## Historia
Rover ya trabajaba con turbinas de gas para vehículos de carretera desde la Segunda Guerra Mundial. También había producido una serie de potenciales coches de carretera, desde el primer prototipo Jet 1 hasta los ejemplos más desarrollados T2, T3 y T4. Este último incluso había realizado vueltas de demostración alrededor del circuito de Le Mans, antes de la carrera de 1962. Al ver una oportunidad de obtener aún más prestigio, Rover decidió inscribir un automóvil con turbina de gas en la carrera. Se otorgaría un premio al primer automóvil con turbina de gas que completara 3600 km en 24 horas, a una velocidad promedio de 93 millas por hora (150 km/h).
Un paso crucial en este plan fue un encuentro casual entre William Martin-Hurst, director general de Rover, y Sir Alfred Owen, directivo de Rubery Owen, un proveedor de componentes de Rover, pero más relevante si cabe fue el apoyo de BRM, una prestigiosa escudería que construía sus propios bólidos de Fórmula 1. BRM suministró el chasis del automóvil dañado por el accidente sufrido por Richie Ginther en el Gran Premio de Mónaco de 1962, para el que se construyó una carrocería convertible descapotable personalizada en aluminio, con la turbina montada en el medio, situada por delante de un transeje de una sola velocidad.
Las primeras carreras de prueba fueron en la pista de la MIRA en abril de 1963, con el piloto Graham Hill al volante, quien describió así sus sensaciones: "Estás sentado en esto que podrías llamar un automóvil y al minuto siguiente suena como si tuvieras un "Boeing 707" justo detrás de ti, a punto de succionarte y devorarte como un enorme monstruo". Se dice que alcanzaba una velocidad máxima de 142 mph (228,5 km/h).

## Motor
El motor de turbina de gas era una práctica habitual para Rover, con un solo compresor centrífugo, una sola cámara de combustión y una turbina libre que impulsaba el eje de salida, separada de la turbina que impulsaba el compresor. Tenía una potencia de 150 bhp.

## Historial de competición

### 24 Horas de Le Mansde 1963
El coche corrió en Le Mans, con el número de carrera "00" como coche experimental. Se consideró que el motor de turbina era equivalente a uno de 2 litros, pero se le permitió el doble de la asignación habitual de combustible. Le Mans siempre se ha interesado por la eficiencia del combustible y algunas clases dependen de lograr cifras particulares.
Graham Hill y Richie Ginther, que tenían experiencia previa con el mismo chasis en una forma diferente el año anterior, participaron en la carrera.
La cifra de 3.600 km se logró con algunas horas de sobra y con velocidades máximas en la recta de Mulsanne superiores a 140 millas por hora (225 km/h). Los promedios generales fueron de 107 millas por hora (172 km/h) y con un consumo de 6,67 millas por galón imp (42,4 L/100 km). Como el único automóvil de su clase, no se le asignó ninguna posición de llegada a meta, pero si hubiera sido un automóvil con motor de gasolina se habría colocado en el octavo lugar.

### 24 Horas de Le Mansde 1964
Para la temporada de 1964, el cambio principal fue la adición de un par de regeneradores rotativos de cerámica a la turbina de gas, para mejorar su eficiencia. Aunque a menudo se los denomina "intercambiadores de calor", en realidad utilizan una técnica diferente: son dos discos de nido de abeja que giran lentamente a 20 rpm con flujos de aire de entrada y salida que pasan a través de ellos, pero por separado. El gas de escapa calienta el disco, que luego gira y, a su vez, calienta el aire de entrada. Los regeneradores restringen ligeramente la potencia máxima de una turbina de gas, pero en compensación aumentan enormemente su eficiencia.
El automóvil también obtuvo una nueva carrocería, un cupé cerrado diseñado por William Towns de Rover. Para mejorar el flujo de aire de admisión, se agregaron grandes carenados sobre las tomas traseras después del fin de semana de prueba, donde funcionó con unas pequeñas tomas de aire. Sin embargo, hubo poco tiempo para probar el nuevo motor y el automóvil también sufrió daños leves durante el transporte de regreso a Gran Bretaña. Por alguna razón (no está claro cuál), el equipo se retiró de Le Mans ese año.

### 24 Horas de Le Mansde 1965
En esta edición el coche se inscribió en la competición oficial. En lugar de participar como un "vehículo experimental", se le asignó el número "31" para competir con otros coches en la clase de 2 litros. La asignación de combustible ahora también era la misma que para los automóviles con motor de pistones, lo que hacía que los regeneradores fuesen aún más importantes. Graham Hill y Jackie Stewart iban a conducir el Rover-BRM.
Supuestamente debido a que se succionó la arena situada al borde de la calzada que se levantó cuando Graham Hill se abrió mucho al tomar una curva al comienzo de la prueba, las palas de la turbina resultaron dañadas. El motor comenzó a sobrecalentarse y durante el resto de la carrera tuvo que ser controlado cuidadosamente para asegurarse de que no se excediera el gas de escape. Algunas horas más tarde, mientras Stewart conducía, la punta de un álabe de turbina se rompió y dañó uno de los regeneradores produciéndose una explosión generalizada, aunque el motor siguió funcionando.
Sin embargo, el automóvil compitió bien, terminando décimo en la general, séptimo en la clase de prototipos y siendo el primer automóvil británico. La velocidad promedio fue ligeramente inferior a la anterior a 98,8 millas por hora (159 km/h), pero el consumo se redujo a la mitad a 13,51 millas por galón imp (20,9 L/100 km).

## Preservación
Después de las 24 Horas de Le Mans de 1965, la revista Motor probó brevemente el automóvil en la vía pública, pero se retiró definitivamente de las pistas en 1974. En los últimos años, el automóvil se exhibe en el Heritage Motor Centre, de Gaydon. Con posterioridad se iniciaron trabajos para restaurarlo a sus condiciones de funcionamiento originales, por lo que no siempre estuvo a la vista del público.
En junio de 2016, el automóvil se exhibió en el Coventry Motofest, en una sección cerrada del Coventry Ring Road